# Samsung Galaxy A12
Samsung Galaxy A12 — смартфон, розроблений Samsung Electronics, що входить до серії Galaxy A. Був анонсований 24 листопада 2020 року разом з Galaxy A02s.
Також є подібна модель Samsung Galaxy M12, що відрізняється текстурою задньої панелі, процесором та частотою оновлення дисплею. Індійська версія Galaxy M12 має більший об'єм акумулятора та тексутуру задньої панелі як у Galaxy A12. Також в Індії продається Samsung Galaxy F12, що має такі ж самі характеристики як у індійського Galaxy M12, але задню панель як у глобальної версії M12. Крім цього існує модель Samsung Galaxy A12 Nacho, що відрізняється процесором. В Індії Samsung Galaxy A12 Nacho продається як Samsung Galaxy A12.

## Дизайн
Екран виконаний зі скла. Корпус смартфонів виконаний з пластику.
Знизу знаходяться роз'єм USB-C, динамік, мікрофон та 3.5 мм аудіороз'єм. Зверху розташований другий мікрофон. З лівого боку розташований слот під 2 SIM-картки або 1 SIM-картку і карту пам'яті формату microSD до 1 ТБ. З правого боку розміщені кнопки регулювання гучності та кнопка блокування смартфону, в яку вбудований сканер відбитків пальців.
Samsung Glalaxy A12 продається в 4 кольорах: чорному, білому, синьому та червоному. В Україні смартфон продається у всіх наведених кольорах окрім білого.
Samsung Glalaxy A12 Nacho продається в 3 кольорах: чорному, синьому та червоному. 
В Індії Samsung Galaxy A12 та Glalaxy M12 продається в 3 кольорах: чорному, білому та синьому.
Samsung Glalaxy M12 та Galaxy F12 продаються в 3 кольорах: чорному, синьому та зеленому.

## Технічні характеристики

### Апаратне забезпечення

#### Платформа
Galaxy A12 отримав процесор MediaTek Helio P35 та графічний процесор PowerVR GE8320.
Всі інші моделі отримали процесор Exynos 850 та графічний процесор Mali-G52.

#### Акумулятор
Акумуляторна батарея Galaxy A12, A12 Nacho та M12 отримала об'єм 5000 мА·год, а індійського Galaxy M12 та F12 — 6000 мА·год. Також усі моделі отримали підтримку швидкої зарядки на 15 Вт.

#### Камера
Смартфони отримали основну квадрокамеру 48 Мп, f/2.0 (ширококутний) + 5 Мп, f/2.2 (ультраширококутний) + 2 Мп, f/2.4 (макро) + 2 Мп, f/2.4 (сенсор глибини) з фазовим автофокусом та здатністю запису відео в роздільній здатності 1080p@30fps. Фронтальна камера отримала роздільність 8 Мп, діафрагму f/2.2 та здатність запису відео в роздільній здатності 1080p@30fps.

#### Екран
Екран PLS TFT LCD, 6.5", HD+ (1600 × 720) зі щільністю пікселів 264 ppi, співвідношенням сторін 20:9 та краплеподібним вирізом під фронтальну камеру. Також усі моделі окрім Galaxy A12 та A12 Nacho отримали частоту оновлення дисплею 90 Гц.

#### Пам'ять
Galaxy A12 продається в комплектаціях 3/32, 4/64, 4/128 та 6/128 ГБ. В Україні офіційно продаються лише версії на 3/32 та 4/64 ГБ.
Galaxy A12 Nacho продається в комплектаціях 3/32, 4/32, 4/64 та 4/128 ГБ.
Galaxy M12 продається в комплектаціях 3/32, 4/64 та 4/128 ГБ. В Україні офіційно продається лише версія на 4/64 ГБ.
Індійський Galaxy M12 продається в комплектаціях 4/64 та 6/128 ГБ.
Galaxy F12 продається в комплектаціях 4/64 та 4/128 ГБ.

### Програмне забезпечення
Galaxy A12 та індійський M12 були випущені на One UI 2.5 на базі Android 10. Galaxy A12 Nacho, M12 та F12 були випущені на One UI 3.1 на базі Android 11. Galaxy A12 та глобальний M12 підтримують безконтактні платежі через NFC в платіжних сервісах таких як Samsung Pay, Google Pay та інших, які можна встановити окремо. Смартфони також мають технологію Samsung Knox для покращеного захисту.